# Berleburger Chroniken

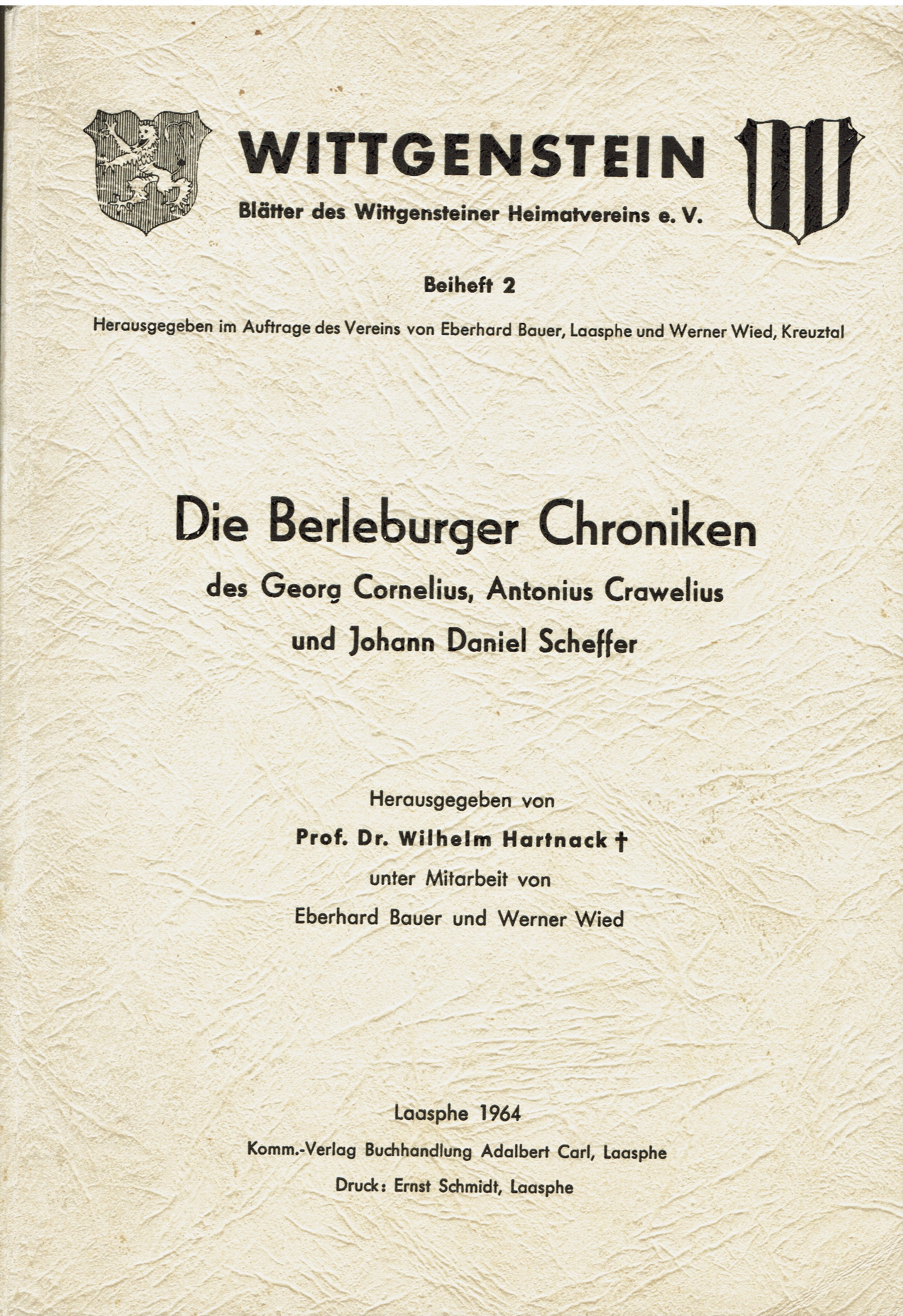
Die Berleburger Chroniken, 1964 herausgegeben als Beiheft 2 des Wittgensteiner Heimatvereins.

Die Berleburger Chroniken sind prosaische Darstellungen der Stadtgeschichte Bad Berleburgs und des Wittgensteiner Landes, beginnend im Jahr 1488 über einen Zeitraum von mehr als drei Jahrhunderten. Sie lagen, teilweise unbeachtet, in verschiedenen Archiven und bei Privatpersonen und wurden erstmals 1961 zusammengeführt und im Auftrage des Wittgensteiner Heimatvereins veröffentlicht.

## Gliederung
Die Berleburger Chroniken bestehen aus insgesamt fünf Teilstücken:
1. Chronik des Georg Cornelius für 1488–1587, abgeschlossen am 20. Februar 1587 zu Berleburg.
Der Berleburger Schultheiß Georg Cornelius widmete seine Chronik dem damaligen Landesherrn, Ludwig dem Älteren und fasste die damals ihm bekannten Ereignisse zusammen. Er erwähnte den Stadtbrand von 1488, schilderte die Ereignisse um 1506, als Berleburg mit zahlreichen Opfern von der Pest heimgesucht wurde und gab auch einen kurzen Rückblick auf die Gründung von Stadt und Schloss im Jahre 1258. Ab 1506 werden die Darstellungen des Chronisten Cornelius präziser und umfangreicher. Cornelius führte seine Schilderung der Berleburger Ereignisse bis 1587 fort und starb am 13. September 1587. Das Original der ersten Chronik gilt als verschollen. Es liegen lediglich Abschriften des Girkhäuser Pfarrers Johann Guden (* etwa 1535; † 2. Juli 1587) vor, die Guden (häufig auch latinisiert: Gudenus) noch zu Lebzeiten des ersten Chronisten anfertigte.
2. Chronik des Antonius Crawelius für 1587–1629, abgeschlossen am 5. Januar 1630 zu Wingeshausen.
Anton Grauel (* 1572; † 2. Oktober 1634 in Raumland) war nach seiner Ausbildung am Pädagogium in Herborn zunächst Rektor und 2. Pfarrer in Berleburg (1601–1624), danach Pfarrer in Wingeshausen (1625–1630), zuletzt Pfarrer in Raumland (1633). Am 4. März 1601 erhielt er vom Notar und Stadtschreiber Joachim Breusing den Auftrag, die Chronik von Cornelius fortzuführen. Da Grauel zum gewählten Beginn seiner Chronik erst 15 Jahre alt war und außerdem von 1587 bis 1594 am Pädagogium in Herborn immatrikuliert war, dürfte er zunächst die Wahrnehmungen anderer Personen, auch die seines Auftraggebers Breusing niedergeschrieben haben. Ab 1601 protokollierte Grauel die selbst erlebten Ereignisse.
3. Zwischenchronik des Johann Daniel Scheffer für 1621–1741, abgeschlossen in Berleburg etwa 1741.

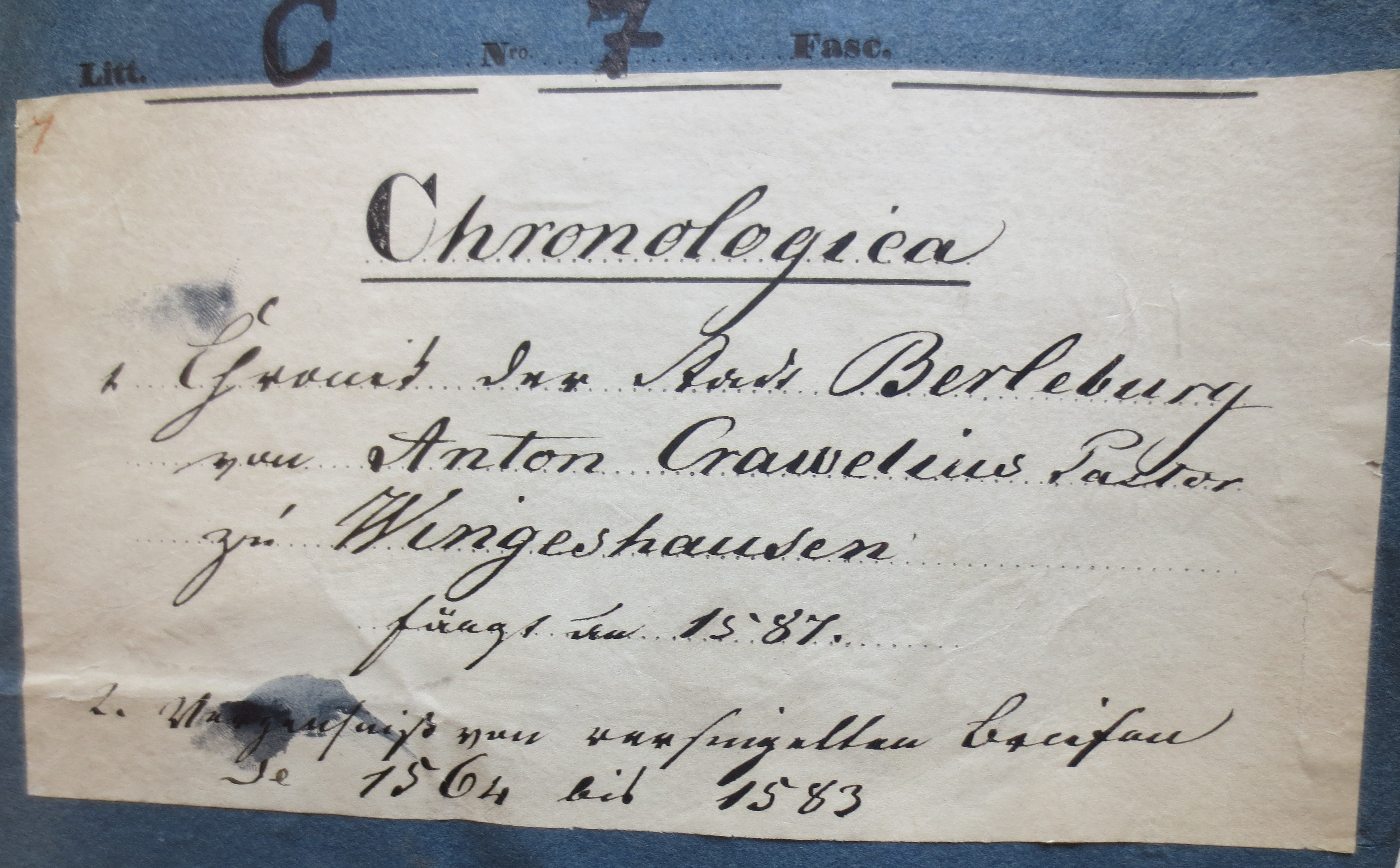
Deckblatt der Chronik, Fürstliches Archiv Berleburg, Acta A - C 007

Dieser Abschnitt wird Zwischenchronik genannt, weil hierin der Chronist Johann Daniel Scheffer sich bemühte, das Ende der Chronik von Cornelius bis zum Anfang seiner eigenen Chronik mit Ereignissen auszufüllen. Hieraus wird deutlich, dass er die Chronik des Anton Grauel nicht kannte. Dies zeigt sich auch darin, dass Scheffers Angaben, die sich mit den Schilderungen Grauels teilweise überschneiden, für diesen Zeitraum dürftiger sind, als die ausführlichen und interessanten Angaben seines Vorgängers. Erst mit der Einführung der Berleburger Kirchenbücher im Jahr 1621 konnte Scheffer umfangreicher berichten.
4. Chronik des Johann Daniel Scheffer vom 5. Juni 1741 bis zu seinem Tode am 18. September 1795.
Johann Daniel Scheffer (* 27. Mai 1714 in Birkelbach; † 12. September 1795 in Berleburg) war gräflicher Weg-Kommissar und Handelsmann. Er übte das Amt des Berleburger Bürgermeisters von 1751 bis 1755 und von 1762 bis 1767 aus, 1772 war er nochmals kommissarischer Bürgermeister. Scheffers Chronik ist die umfangreichste aller Berleburger Chroniken. Sie beginnt mit der Regierungsübernahme des Grafen Ludwig Ferdinand zu Sayn-Wittgenstein-Berleburg, der das Erbe seines Vaters, Graf Casimir antrat. Der Chronist war damals seit drei Jahren selbständiger Kaufmann in Berleburg und 27 Jahre alt. Danach berichtet Scheffer über 54 Jahre aus eigenem Erleben über die Geschehnisse in der nördlichen Grafschaft Sayn-Wittgenstein-Berleburg, aber auch über die angrenzende Südgrafschaft Sayn-Wittgenstein-Hohenstein.
5. Chronik des Ludwig Christian Schäfer von 1795–1799 (kurze Fortsetzung).
Ludwig Christian Schäfer (* 4. Mai 1751 in Berleburg; † 2. August 1826 ebenda) war der jüngste Sohn von Johann Daniel Scheffer. Dieser änderte in seinen späten Jahren die Schreibweise seines Familiennamens, diese Änderung ist auch von seinem Sohn übernommen worden. Ludwig Christian war beruflich der Nachfolger seines Vaters und übernahm mit dessen Einverständnis auch die Fortsetzung der Berleburger Chroniken. Nachdem Ludwig Christian zunächst als Schreiber seines Vaters auftrat, der ihm seine Wahrnehmungen vermutlich diktierte, führte er die Chronik nach dem Tod des Vaters noch bis 1799 fort. Mit dem Ende des 18. Jahrhunderts fand auch die Fortsetzung der Berleburger Chroniken sein Ende. Die Gründe dafür wurden bisher nicht bekannt.

## Historische Aufarbeitung
Die Berleburger Chroniken gehören zu den wichtigsten und aufschlussreichsten Quellen, nicht nur für die Lokalgeschichte der Stadt Bad Berleburg, sondern für die gesamte Region Wittgenstein, in der sich ab 1605 zwei Grafschaften befanden. Darüber hinaus liefern sie viele familiengeschichtliche Zusammenhänge aus einer Zeit, als die Berleburger und Laaspher Kirchenbücher noch nicht eingeführt waren. Das Besondere an ihnen war, dass sie in ihrem Umfang zunächst nicht bekannt waren.
Erst eine Grundlagenforschung in den 1950er Jahren, die wesentlich von Wilhelm Hartnack (1893–1963) geleistet wurde, ließ den Umfang der im Bundesgebiet teilweise verschollenen Aufzeichnungen ahnen. Ein Teil der Originale befindet sich im Fürstlichen Archiv Bad Berleburg sowie im Archiv der Stadt. Unter der Federführung von Wilhelm Hartnack sowie Mitarbeit der Heimatforscher Werner Wied und Eberhard Bauer wurden die Texte transkribiert, eingeordnet und kommentiert. Die Ergebnisse wurden zunächst in der vereinseigenen Zeitschrift Wittgenstein von 1961 bis 1963 veröffentlicht. Die Herausgabe des Gesamtwerks der Berleburger Chroniken im Mai 1964 erlebte Wilhelm Hartnack nicht mehr.